# Radioåret 1936

## Händelser

### Januari
- 31 januari - Green Hornet gör debut i amerikansk radio.

### Mars
- 25 mars - Den första radiosändningen från Nya Zeelands parlament genomförs.[1]

### Augusti
- 4 augusti - Japan slår Sverige med 3-2 i fotbollsturneringen vid olympiska sommarspelen i Berlin [2], vilket Sven Jerring refererar med "Japaner, japaner, japaner".

## Födda
- 11 februari - Sigvard Hammar, svensk musikjournalist.
- 10 juni - Åke Strömmer, svensk sportjournalist.

### Fotnoter
1. ↑  nzhistory.net.nz - sound file and transcript
2. ↑  100 år med Aftonbladet – 1936, 1999